# Noodpakket

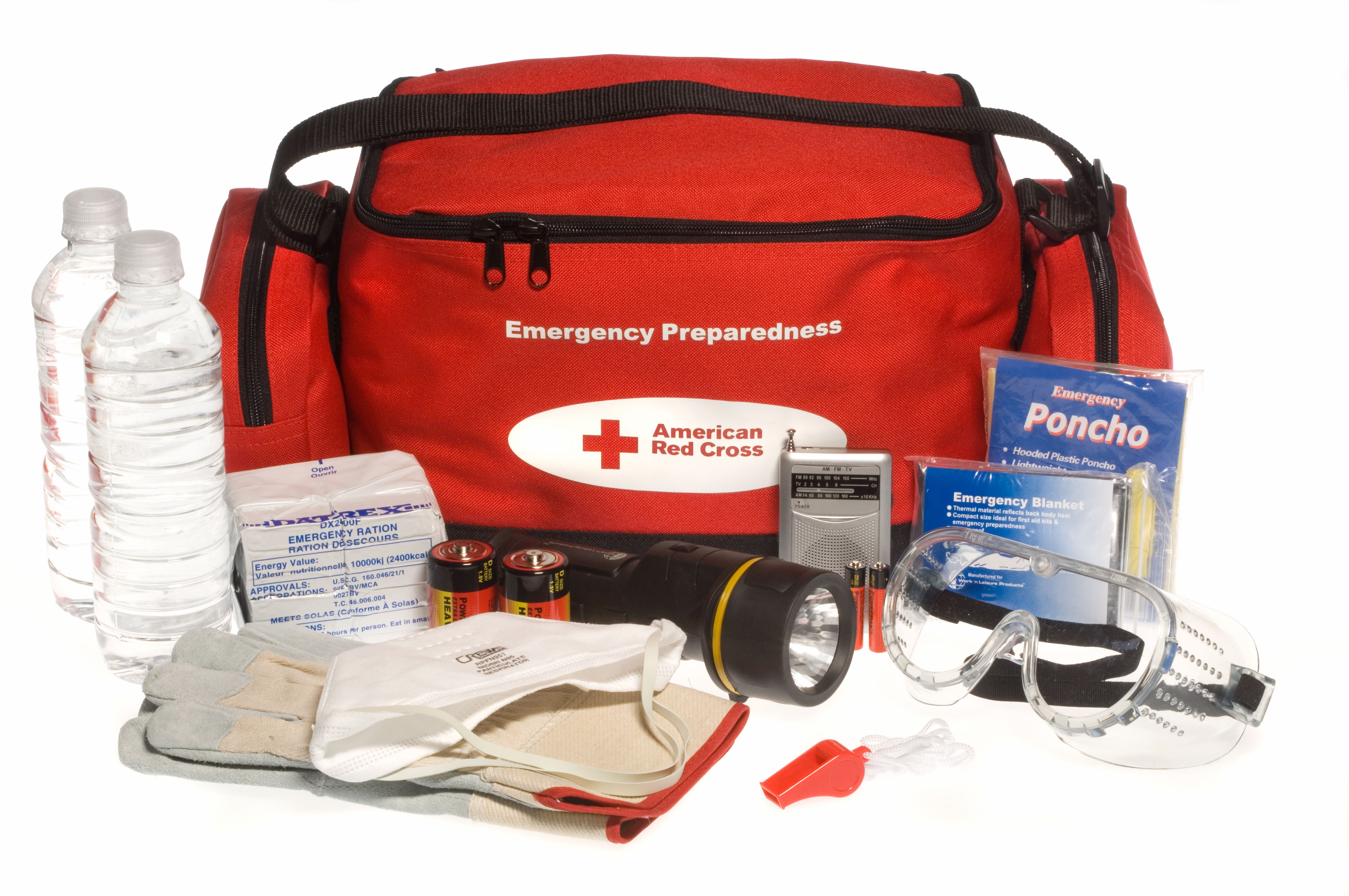
Een noodpakket van het Rode Kruis (2006)

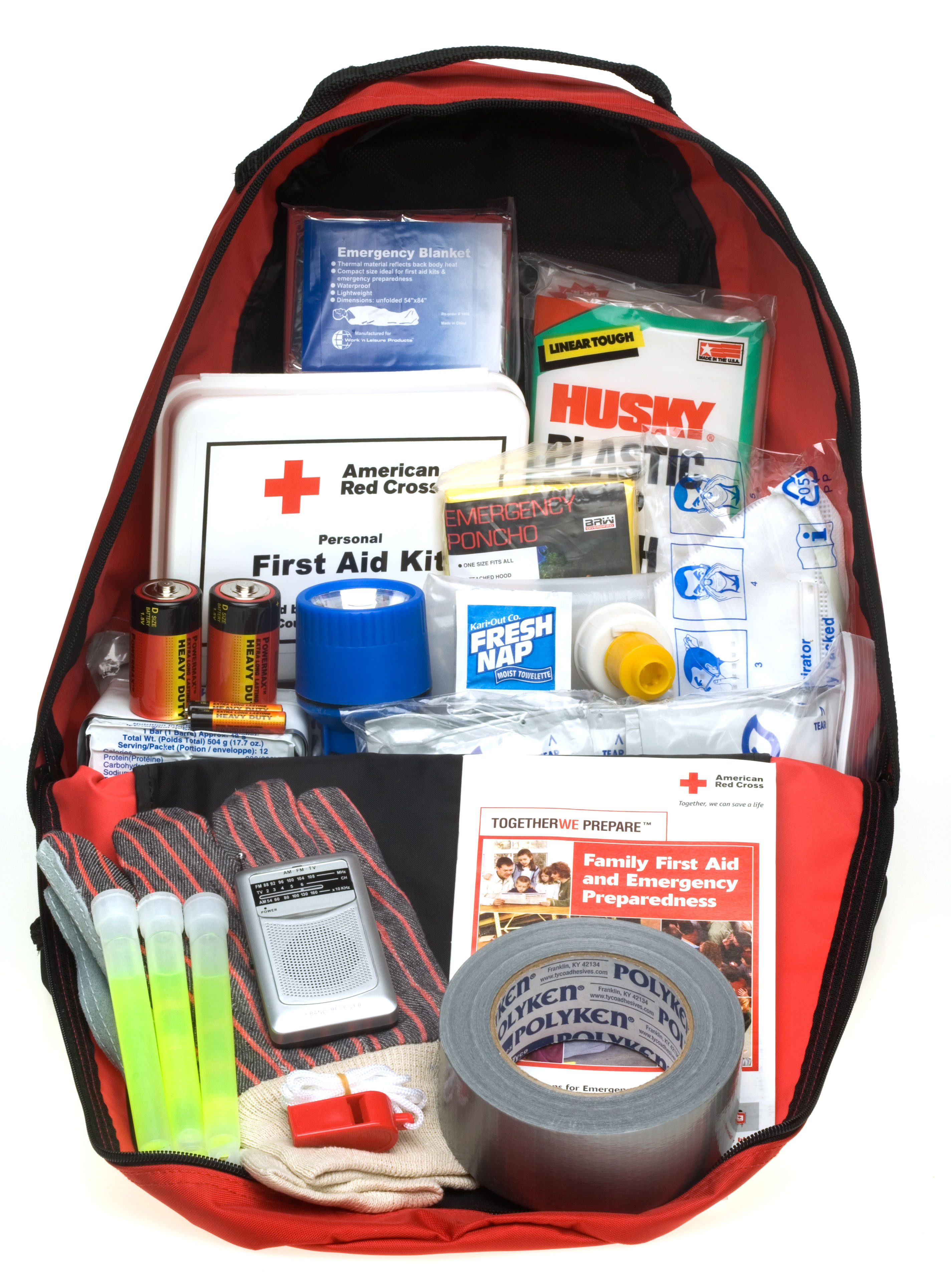
Een bug-out bag (2006)

Een noodpakket, in het Engels ook wel een bug-out bag genoemd, is een verzameling goederen die dient om een korte periode tijdens een noodsituatie te kunnen overleven. De nadruk bij een noodpakket ligt op evacuatie en het overleven totdat er hulp is gekomen; niet op overleven op de lange termijn.
In 2014 was, volgens een onderzoek in opdracht van het Nederlandse Rode Kruis, de bevolking in Nederland slecht of helemaal niet voorbereid op de gevolgen van een dijkdoorbraak of overstroming. Het Rode Kruis heeft zelf een webpagina samengesteld waarin meerdere adviezen worden gegeven om tijdens een overstroming te overleven. Zo raden ze aan om voor minimaal drie dagen (72 uur) eten, drinken en andere benodigdheden zoals medicatie in huis te hebben.

## Adviezen
Onder andere het Rode Kruis, de Nederlandse Rijksoverheid en het Belgische Crisiscentrum helpen mensen bewust te maken van de noodzaak een noodpakket in huis te hebben. Dit zou onder andere als inhoud moeten hebben:
- Radio, afgestemd op de calamiteitenzender, met extra batterijen. Er bestaan ook radio's die kunnen worden opgeladen met een zonnepaneeltje en/of door aan een zwengel te draaien. Het voordeel hiervan is deze onafhankelijk zijn van batterijen die leeg kunnen raken.
- Zaklantaarn met extra batterijen. Nog handiger is een knijpkat, liefst met ingebouwde accu.
- Een bron van vuur (bijvoorbeeld lucifers, auermetaal of een aansteker) in waterdichte verpakking
- Waxinelichtjes of kaarsen
- Gereedschap, onder andere bijvoorbeeld een multitool
- Dichte flessen water: drie liter per persoon per dag, voor drie dagen, dus negen liter per persoon
- Noodrantsoen met lang houdbaar eten
- Hygiëneproducten zoals toiletpapier, zeep, tandpasta en tandenborstel, maandverband
- Reddingsdekens
- Een EHBO-setje
- Een fluitje om omstanders te kunnen alarmeren
- Ducttape, tiewraps en koord
- Lijst met belangrijke telefoonnummers
- Kopieën van paspoort, ID-kaart of rijbewijs en verzekeringspas
- Spullen die in specifieke situaties noodzakelijk zijn, bijvoorbeeld medicijnen, babyvoeding of dierenvoer

Vaak worden aan het pakket ook een reeks aanbevelingen en instructies toegevoegd.

### Eventueel aan te vullen met
- Reservesleutels van huis en auto
- Opvouwbare jerrycan om water op te slaan
- Contant geld, voor als elektronisch betalingsverkeer is uitgevallen
- Powerbank
- Schrijfmateriaal: pen en papier
- Oplaadkabel(s) voor telefoons
- Extra gereedschap, zoals een hamer en een zaag
- Een kompas
- Een waterfilter of waterzuiveringstabletten om vuil water uit sloot of vijver drinkbaar te kunnen maken
- Een kooitje voor het vervoer van een huisdier
- Een draagbare brander en pan(nen) om eten te kunnen koken als gas en stroom uitgevallen zijn

## Periodieke controle
Instanties adviseren om het noodpakket regelmatig te controleren op volledigheid en de houdbaarheid van de inhoud. Vooral de EHBO-artikelen, batterijen en de noodrantsoenen in een noodpakket zijn vaak slechts enkele jaren houdbaar. Het is daarom goed om het noodpakket periodiek te herzien en te controleren op volledigheid. Houd bij het samenstellen van een noodpakket rekening met zaken als gezinssamenstelling, klimatologische omstandigheden en eventuele risicofactoren in de directe omgeving. Het is ook handig om regelmatig te oefenen met het aanzetten van de radio die in het noodpakket zit, zodat iedereen goed weet hoe dit moet. Op deze manier kan de radio in een noodgeval snel worden aangezet om naar de rampenzenders te kunnen luisteren.
Op Risicokaart.nl en OverstroomIk.nl is te zien welke mogelijke risico's in uw omgeving spelen. In het Nationale veiligheidsprofiel, opgesteld door de overheid, wordt verder ingegaan op risico's en rampen die in Nederland realistisch worden geacht. Dit nationale veiligheidsprofiel is opgesteld door het Analistennetwerk Nationale Veiligheid waar onder andere de AIVD en het RIVM onderdeel van zijn.

## Bijzondere situaties
Noodpakketten moeten zijn afgestemd op de te verwachten noodsituaties. Reddingsboten, militaire voertuigen, berghutten en ruimteschepen worden toegerust met noodpakketten die zijn aangepast aan de specifieke risico's die hierbij horen.